# جيريمياه تشيس
جيريمياه تشيس (بالإنجليزية: Jeremiah Chase)‏ هو محامي وقاضي وسياسي أمريكي، ولد في 23 مايو 1748 في الولايات المتحدة، وتوفي في 11 مايو 1828.